# Partido Trabalhista (Nigéria)
O Partido Trabalhista (em inglês: Labour Party), também conhecido pelo acrônimo LP, é um partido político social-democrata nigeriano. Originalmente fundado em 2002 com a denominação Partido pela Social-Democracia (em inglês: Party for Social Democracy), o partido adotou sua atual denominação após as eleições legislativas de 2003.
Em 27 de maio de 2022, o partido experimentou um exponencial crescimento em número de filiados e apoio político a nível nacional após a filiação de Peter Obi, ex-governador do estado de Anambra, que irá disputar a presidência da Nigéria na eleição presidencial de 2023 como o candidato oficial do LP.

## Ideologia partidária
Em seu estatuto, o LP defende os princípios políticos sociais-democratas, voltados à promoção de justiça social, progresso e unidade da sociedade nigeriana mediante a construção de um Estado de bem-estar social na Nigéria.

## Símbolos partidários
O logotipo do LP consiste em uma engrenagem branca, dentro da qual estão inseridas ao centro da imagem um homem, uma mulher e uma criança que vestem trajes típicos da cultura do país. A engrenagem representa a indústria e o trabalho enquanto base para o empoderamento econômico dos nigerianos e a prosperidade da nação através de um crescimento econômico e desenvolvimento social contínuos.
Por sua vez, o logotipo encontra-se inscrito ao centro da bandeira bicolor vermelha e verde, cujas cores simbolizam, respectivamente, a revolução e a agricultura da Nigéria.

## Resultados eleitorais

### Eleições regionais

##### Governo de Ondo
| Eleição | Candidato       | Votos válidos | %     | Situação   |
| ------- | --------------- | ------------- | ----- | ---------- |
| 2007    | Olusegun Mimiko | 226 051       | 39.29 | Não eleito |

### Eleições presidenciais
| Eleição | Candidato           | Votos válidos | %    | Situação   |
| ------- | ------------------- | ------------- | ---- | ---------- |
| 2019    | Muhammed Usman Zaki | 5 074         | 0.02 | Não eleito |